# George Henry Mackenzie
George Henry Mackenzie (North Kessock, 24 marzo 1837 – New York, 14 aprile 1891) è stato uno scacchista scozzese naturalizzato statunitense.
A 19 anni ottenne il brevetto di luogotenente nel VI reggimento scozzese e fu inviato al Capo di Buona Speranza e poi in India. Tornò in patria dopo due anni col grado di tenente. Nel 1861 diede le dimissioni dall'esercito e si recò a Dublino, dove nel 1862 vinse una sfida ufficiale contro Alexander MacDonnell, vincendola (+6 –3 =2). Nello stesso anno vinse un torneo a handicap a Londra, davanti a Adolf Anderssen. 
Nel 1863 si trasferì negli Stati Uniti. Vinse i tornei annuali del New York Chess Club del 1865, 1866, 1867 e 1868. 
Altri notevoli successi negli Stati Uniti furono i seguenti:
- 1869: 1º nel torneo a doppio girone di New York
- 1871: vince a Cleveland il 2º Congresso americano
- 1874: vince a Chicago il 3º Congresso americano
- 1880: vince a New York il 5º Congresso americano

All'epoca il Congresso americano equivaleva, sia pure non ufficialmente, al campionato degli Stati Uniti, per cui Mackenzie è considerato il campione americano del periodo 1871-1889. 
Tornato per alcuni anni in Europa, partecipò a molti tornei con ottimi risultati:
- 1882: =4º con Johannes Zukertort a Vienna (vinsero alla pari Wilhelm Steinitz e Simon Winawer, davanti a James Mason)
- 1883: 5º-7º a Londra (vinse Zukertort con tre punti di vantaggio su Steinitz)
- 1887: vince il 5º campionato tedesco di Francoforte sul Meno davanti, tra gli altri, a Blackburne, Zukertort, Tarrasch e Paulsen
- 1888: vince a Glasgow il campionato scozzese
- 1890: =3º a Manchester con Henry Bird, precedendo 16 maestri, tra cui Isidor Gunsberg, James Mason e Simon Alapin (vinse Tarrasch con tre punti di vantaggio su Blackburne)

Il sito gli attribuisce un Elo virtuale di 2712 punti in ottobre del 1882 (3º posto al mondo).